# پیتر فون بلنکن‌هاگن
پیتر فون بلنکن‌هاگن (انگلیسی: Peter von Blanckenhagen؛ ۲۱ مارس ۱۹۰۹ – ۶ مارس ۱۹۹۰) باستان‌شناس کلاسیک، و استاد دانشگاه اهل لتونی بود. وی استاد هنر روم باستان و به ویژه نقاشی دیواری باستانی بود.
پیتر متولد ریگا، لتونی بود که به ایالات متحده آمریکا مهاجرت کرده بود.